# Défense d'automatisme
Pour les articles homonymes, voir Automatisme (homonymie).
En droit pénal canadien, la défense d'automatisme est un moyen de défense à une accusation d'acte criminel qui peut être utilisé quand un accusé n'a pas l'élément volontaire minimal qui est intrinsèque à l'actus reus.
Pour commettre une infraction criminelle, il faut être minimalement conscient du geste que l'on est en train de poser. Cette exigence pénale d'avoir un état d'esprit minimal n'est pas la même chose que la mens rea, qui est l'exigence de culpabilité morale. Les personnes qui présentent cette défense sont dans un état dissociatif au moment des faits.
La défense d'automatisme a notamment été soulevée avec succès dans l'arrêt R. c. Parks où un homme a été accusé de meurtre alors qu'il était dans un état de somnambulisme. Son état de somnambulisme l'empêchait d'avoir minimalement conscience que le geste qu'il a commis était mauvais. Il a donc été acquitté.
Dans l'arrêt R. c. Daley, la Cour suprême du Canada affirme que la défense d'intoxication extrême s'apparente à une défense d'automatisme car on ne peut pas condamner une personne qui n'a pas l'élément volontaire minimal en raison du degré d'intoxication extrême dans son corps.
L'arrêt R. c. Stone explique comment un accusé peut utiliser une défense d'automatisme. L'automatisme peut provenir de deux possibilités : il y a l'automatisme avec maladie mentale et l'automatisme sans maladie mentale. L'automatisme avec maladie mentale a des causes internes et il conduit à un verdict de non-responsabilité pour troubles mentaux (voir défense fondée sur les troubles mentaux). L'automatisme sans maladie mentale a une cause externe, il inclut des cas comme le somnambulisme et il mène à un acquittement. En outre, pour qu'une défense d'automatisme avec maladie mentale réussisse, il faut une preuve que la condition mentale alléguée a entraîné « l'incapacité de juger de la nature et de la qualité de l'acte ou de l'omission, ou de savoir que l'acte ou l'omission était mauvais ».
La défense d'automatisme est soumise sur la balance des probabilités, tout comme la défense de troubles mentaux, et elle nécessite une preuve médicale.

## Défense d'automatisme ou de troubles mentaux dans un contexte d'intoxication volontaire
Dans l'arrêt R. c. Bouchard-Lebrun de 2011, la Cour suprême du Canada a jugé que la défense de troubles mentaux ne peut pas être soulevée lorsqu'une psychose toxique provient d'une intoxication volontaire. Les deux moyens de défense sont mutuellement exclusifs.
Cette règle a entre autres été appliquée par la Cour d'appel lors de l'appel du premier procès du docteur Guy Turcotte. Dans l'arrêt Turcotte, la Cour d'appel a jugé qu'il faut analyser la source de la maladie mentale pour déterminer si c'est ou bien l'art. 16 C.cr. ou bien l'article 33.1 C.cr. qui doit s'appliquer et elle juge en l'espèce que c'est plutôt l'art. 16 C.cr., ce qui a permis d'exclure la défense d'intoxication dans cette affaire.
Toutefois, ces jugements n'avaient pas examiné la constitutionnalité de l'art. 33.1 C.cr, ils se sont plutôt prononcés sur les conditions d'application de cette disposition. Dans l'arrêt R. c. Brown, la Cour suprême a conclu à l'inconstitutionnalité de l'article 33.1 du Code criminel, que le législateur avait ajouté en réaction à l'arrêt R. c. Daviault. Dans l'arrêt Brown, la Cour suprême affirme que le législateur peut corriger la situation en modifiant l'article 33.1 C.cr. de manière à créer une infraction d'intoxication criminelle.
Le législateur fédéral a rapidement produit un texte qui prévoit que l'individu commet l'infraction reprochée si, avant de se trouver en état d'intoxication extrême, la personne a une mens rea de négligence pénale (l'écart marqué par rapport à la norme de diligence). Selon le professeur de droit Hugues Parent, pour être pleinement efficace, la nouvelle disposition ne doit pas se limiter à définir l'intoxication extrême à un état s'apparentant à l'automatisme (la maîtrise consciente de soi ou la conscience de sa conduite), elle doit également englober les intoxications qui ne perturbent pas la conscience mais affectent le rapport à la réalité de l'individu, comme dans les psychoses toxiques.